# Постнеклассическая наука
Постнекласси́ческая нау́ка — современный этап становления науки, начавшийся в 1970-х годах. Автором концепции является академик В. С. Стёпин. Одной из черт нового этапа становится междисциплинарность, обслуживание утилитарных потребностей промышленности, дальнейшее внедрение принципа эволюционизма. Характерным примером постнеклассической науки мыслится синергетика, изучающая процессы самоорганизации.
Постнеклассической науке предшествовала классическая наука XVII века (основанная на механицистской картине мира) и, затем, неклассическая наука конца XIX — первой половины XX века (основанная на т.н. нередуцируемой параллельности или релятивности описания мира в разных науках).